# Carmen, Carmen
Carmen, Carmen és una obra de teatre musical, escrita per Antonio Gala i estrenada en Madrid en 1988.

## Argument
La història gira al voltant de Carmen, Carmen, una dona que, fins a quatre ocasions, intenta amb tota la seva energia lluitar per l'amor i combatre el desamor i la desconfiança.

## Estrena
- Teatro Calderón de Madrid, 4 d'octubre de 1988. Direcció: José Carlos Plaza. Música: Juan Cánovas. Intèrprets: Concha Velasco, Tito Valverde, Pedro Mari Sánchez, Toni Cantó, Juan Carlos Martín, Natalia Duarte, Paco Morales i Tony Cruz.[2] Concha Velasco fou guardonada amb el Fotogramas de Plata 1988 al millor intèrpret de teatre.[3]

## Números musicales
- 01. BALADA DE LA CARCEL. Toni Cantó, Juan Carlos Martín, Fernando Valverde, Pedro María Sánchez i cors.
- 02. LAS CIGARRERAS. Natalia Duarte, Concha Velasco, Fernanda Quintana i cors.
- 03. CARMEN CARMEN. Concha Velasco i Cors.
- 04. LLOVERÁ. Concha Velasco.
- 05. FIESTA DE ESPAÑA. Cors.
- 06. ECHAR A ANDAR. Concha Velasco i Fernando Valverde.
- 07. PREGÓN DE LA ALEGRÍA. Concha Velasco i Cors.
- 08. ENTRE SABANAS. Miryan Fultz, Amparo Bravo, Concha Velasco i cors.
- 09. COPLAS DEL CUERPO. Concha Velasco, Juan Carlos Martín i cors.
- 10. PESADILLA DE LOS CINCO SENTIDOS. Paco Morales, Juan Carlos Martín, Ignacio Guijón, Juan Carlos Martín, José Navarro, Osky Pimentel i Rory McDermott.
- 11. CURRO DONAIRE. Natalia Duarte i cors.
- 12. ALEGRÍAS DEL TORERO. Concha Velasco i Pedro María Sánchez. Zapateao: Antonio Reyes.
- 13. BULERÍAS CALIENTES. Natalia Duarte i cors.
- 14. HAMELIN. Concha Velasco, Natalia Duarte i Pedro María Sánchez.
- 15. CANCIÓN FINAL. Toni Cantó, Fernando Valverde, Juan Carlos Martín, Pedro María Sánchez, Concha Velasco i cors.
- 16. SALUDOS, DESPEDIDA.